# Possibilities (album)
Pour les articles homonymes, voir Possibilities.
Albums de Herbie Hancock
Future 2 Future
(2001) River: The Joni Letters
(2007)
Possibilities est le 45e album studio d'Herbie Hancock. Cet album est enregistré dans divers studios en collaboration avec de nombreux artistes invités, connus ou en devenir, et est constitué principalement de reprises. Les sons et ambiances sont donc très différents en fonction du contexte dans lequel est Herbie.
Il a été nommé pour deux Grammy Awards en 2006 : « Meilleure collaboration pop chantée » pour A Song for You (avec Christina Aguilera) et « Meilleure performance pop instrumentale » pour Gelo Na Montanha (avec Trey Anastasio).

## Liste des titres
| No  | Titre                                                        | Musique                                                   | Durée |
| --- | ------------------------------------------------------------ | --------------------------------------------------------- | ----- |
| 1.  | Stitched Up (featuring John Mayer)                           | Herbie Hancock, John Mayer                                | 5:27  |
| 2.  | Safiatou (featuring Carlos Santana et Angélique Kidjo)       | Harold Alexander                                          | 5:25  |
| 3.  | A Song for You (featuring Christina Aguilera)                | Leon Russell                                              | 7:05  |
| 4.  | I Do It for Your Love (featuring Paul Simon)                 | Paul Simon                                                | 5:58  |
| 5.  | Hush, Hush, Hush (featuring Annie Lennox)                    | Paula Cole                                                | 4:46  |
| 6.  | Sister Moon (featuring Sting)                                | Sting                                                     | 6:54  |
| 7.  | When Love Comes to Town (featuring Jonny Lang et Joss Stone) | Adam Clayton, David Evans, Larry Mullen, Jr., Paul Hewson | 8:41  |
| 8.  | Don't Explain (featuring Damien Rice et Lisa Hannigan)       | Arthur Herzog Jr., Billie Holiday                         | 4:53  |
| 9.  | I Just Called to Say I Love You (featuring Raul Midón)       | Stevie Wonder                                             | 5:27  |
| 10. | Gelo Na Montanha (featuring Trey Anastasio)                  | Cyro Baptista, Herbie Hancock, Trey Anastasio             | 3:48  |

## Musiciens[1]
Stitched Up
- Herbie Hancock : piano
- John Mayer : guitare, chant
- Michael Bearden : claviers
- Willie Weeks : basse
- Steve Jordan : batterie

Safiatou
- Herbie Hancock : piano
- Angélique Kidjo : chant
- Carlos Santana : guitare
- Chester Thompson : orgue
- Michael Bearden : claviers
- Benny Rietveld : basse
- Dennis Chambers : batterie
- Karl Perazzo, Raul Rekow : percussions

A Song for You
- Herbie Hancock : piano
- Christina Aguilera
- Michael Bearden : claviers
- Nathan East : basse
- Teddy Campbell : batterie
- Bashiri Johnson : percussions

I Do It for Your Love
- Herbie Hancock : piano
- Paul Simon : chant, guitare
- Pino Paladino : basse
- Steve Jordan : batterie
- Jamey Haddad, Cyro Baptista : percussions

Hush, Hush, Hush
- Herbie Hancock : piano, claviers
- Annie Lennox : chant
- Tony Remy : guitare
- Steve Lewinson : basse
- Pete Lewinson : batterie

Sister Moon
- Herbie Hancock : piano, claviers
- Sting : chant
- Lionel Loueke : guitare
- John Patitucci : basse
- Steve Jordan : batterie
- Cyro Baptista : percussions

When Love Comes to Town
- Herbie Hancock : piano
- Jonny Lang : chant, guitare
- Joss Stone : chant
- Greg Phillinganes : claviers
- Reggie McBride : basse
- John Robinson : batterie

Don't Explain
- Herbie Hancock : piano
- Damien Rice, Lisa Hannigan : chant
- Shane Fitzsimons : basse
- Tomo : batterie

I Just Called to Say I Love You
- Herbie Hancock : piano, claviers
- Raul Midón : chant, guitare
- Stevie Wonder : harmonica
- Greg Phillinganes : claviers

Gelo Na Montanha
- Herbie Hancock : piano, claviers, orgue
- Trey Anastasio : chant, guitare
- Jennifer Hartswick : chant
- John Patitucci : basse
- Steve Jordan : batterie
- Cyro Baptista : percussions